# Kazuya Tatekabe
Kazuya Tatekabe (Kimobetsu, 25 luglio 1934 – Tokyo, 18 giugno 2015) è stato un doppiatore giapponese. È stato rappresentato dalla Kenyu Office di Kenyu Horiuchi fino alla sua morte.
È principalmente noto per aver doppiato Gian nella serie animata Doraemon e nei film correlati, dal 1979 al 2005.

## Doppiaggio
- Dōbutsu no Mori (Araso)
- Tommy, la stella dei Giants (Takashi Yoshida)
- Golden Warrior Gold Lightan (Ibaruda-Daiou)
- Kyashan, il ragazzo androide (Barashin)
- Ghost in the Shell: S.A.C. Solid State Society (Tonoda)
- Sazae-san (Anago-san)[1]
- L'Uomo Tigre (Daigo Daimon)
- Time Bokan (serie)
  - Time Bokan (Walsa)
  - Yattaman (Tonzura)
  - Zenderman (Donjuro)
  - I predatori del tempo (Dowarusuki)
  - Calendar Men (Alan Sukado, Tonzura)
  - Gyakuten! Ippatsuman (Kyokanchin, Kumagoro)
  - Itadakiman (Tonmentan)
  - Time Bokan 2000: Kaitou Kiramekiman (Ondore, Tonzura, Walsa)
- Combattler V (Daisaku Nishikawa, Narua)
- Gordian (Barubadasu)
- Doraemon (Gian)
- Magikano (Aijan)
- Monster (Old Man)
- Yakitate!! Japan (Schweinlinch)
- Yuusha Raideen (Thunders)
- La regina delle nevi (Thomas)
- Lupin III, seconda serie (Benson Donkonjo Jr.)
- Ginga eiyū densetsu (Chan Tao)
- Wacky Races (Little Gruesome)
- Il figlio di Chuky (Pete Peters: John Waters)
- Il viaggio di Natale di Braccio di Ferro (Pappy)
- Tutti amano Raymond (Frank Barone: Peter Boyle)
- Ben 10 (Max Tennyson)
- Robot Detective (Dennetsuman)
- Choujin Bibyun (Bagdard)
- Tatsunoko vs. Capcom: Cross Generation of Heroes (Donjuro)